# Кушнір Михайло Миколайович
Миха́йло Микола́йович Кушні́р (1 червня 1953 — 17 травня 2013) — український краєзнавець. Співавтор (разом з Ігорем Олійником) історико-краєзнавчого довідника про Сатанів (2008). Співупорядник довідника-путівника «Вулиці Городка». Мешкав в Городку Хмельницької області.

## Публікації
- Кушнір Михайло, Олійник Ігор. Сатанів: Історико-краєзнавчий довідник. — Городок, 2008. — 56 с.